# 蜂須賀正子
蜂須賀 正子（はちすか まさこ、1941年（昭和16年）1月7日 - ）は、蜂須賀家19代当主。英語学者。徳島県徳島市出身。現在はアメリカ合衆国在住。

## 生涯
父は18代当主の蜂須賀正氏。母は蜂須賀智恵子。祖父は17代当主の蜂須賀正韶。祖母は徳川筆子。曽祖父は15代将軍徳川慶喜。徳川家斉の来孫。伯母は蜂須賀年子。
歴代の当主（徳島藩主を含め）で唯一の女性である。実子はなく、養子を取っていないため、蜂須賀家最後の当主となっている。
2004年（平成16年）、蜂須賀家の歴史的資料などを徳島市に寄贈した。寄贈された資料は徳島市立徳島城博物館にて所蔵されている。

## 系譜
- 曾祖父：徳川慶喜 - 江戸幕府15代征夷大将軍。
- 祖父：蜂須賀正韶
- 祖母：徳川筆子 - 徳川慶喜の四女。
- 父：蜂須賀正氏
- 母：蜂須賀智恵子 - 日系アメリカ人永峰治之長女。